# Рено I (граф Бургундии)
Рено I (фр. Renaud, нем. Rainald; ок. 990 — 4 сентября 1057) — граф Бургундии с 1026 года из Иврейской династии; сын Отто-Гильома и Ирментруды (ок. 950—5 марта 1003/1004), дочери графа де Руси Рено.

## Биография

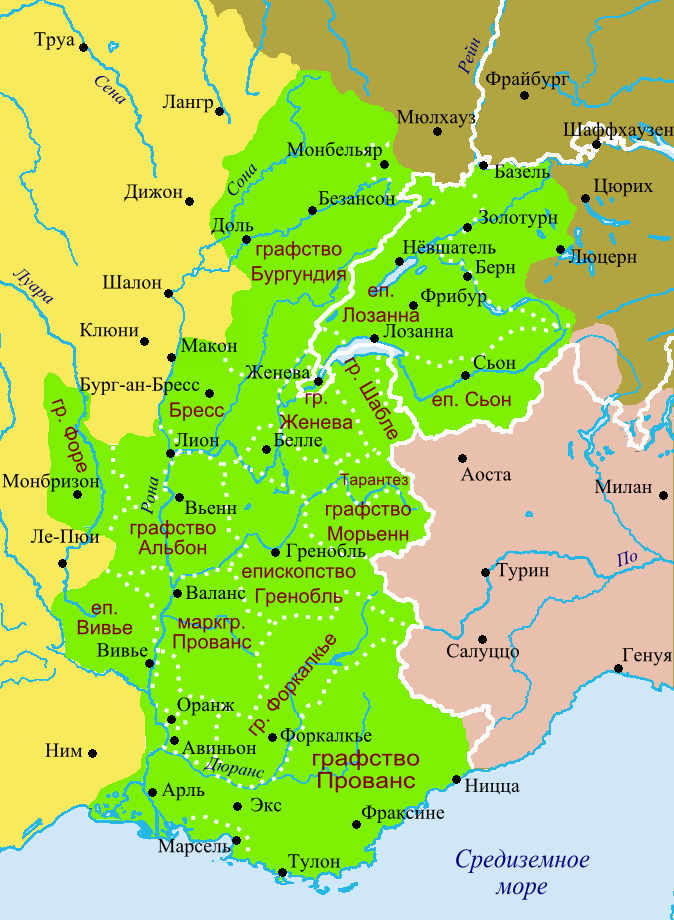
Бургундское королевство в 1034 году
Королевство Бургундия
Королевство Франция
Королевство Германия
Королевство Италия Сплошной белой линией обозначены границы современных государств

### Правление
В 1027 году Рено I вторгся в графство Шалон, но попал в плен к графу Шалона и епископу Осера Гуго I де Шалону. Освобождён он был только благодаря вмешательству тестя, герцога Нормандии Роберта II.
В 1032 году умер король Бургундии Рудольф III, завещавший королевство императору Конраду II. Эта смерть вызвала войну за Бургундское наследство (1032—1034), в которой принял участие и Рено, поддержавший претензии графа Эда II де Блуа. Однако победу одержал император Конрад, присоединивший бургундское королевство к империи. Рено был вынужден бежать в Дижон, а графство Бургундия перешло в подчинение Конраду. В 1037 году произошла битва при Ганоле (между Бар-ле-Дюк и Верденом), в результате которой армия Эда де Блуа оказалась разбита, а сам он погиб. Но Конрад, занятый итальянскими делами, не стал преследовать своих противников, предложив им мир. В результате Рено признал себя вассалом императора, получив от него титул наместника (пфальцграфа) Бургундии, который стали использовать его потомки.
В 1039 году новый император Генрих III приблизил к себе архиепископа Безансона Гуго I де Салена, поддерживавшего императора Конрада во время войны. В январе 1042 года Гуго стал канцлером Бургундского королевства, а в 1043 году император дал Безансону статус имперского города, подчиненного архиепископу, таким образом, выведя его из подчинения графа Бургундии.
В 1042 году император Генрих продолжил вознаграждать тех, кто поддержал его отца. Он отдал графство Монбельяр графу Луи де Муссону, что вызвало в 1044 году новое восстание Рено против императора. Рено попытался захватить Монбельяр, но был разбит, что вынудило его признать независимость Монбельяра от Бургундии.
Рено умер в 1057 году, пережив императора Генриха на год. Похоронен он был в кафедральном соборе Дижона.

### Брак и дети
Жена: ранее 1 сентября 1016 Алиса Нормандская (ок. 1000 — после 7 июля 1037), дочь герцога Нормандии Ричарда II
- Гильом I Великий (ок. 1024—12 ноября 1087) — граф Бургундии с 1057 года, граф Макона с 1078 года; жена: с 1049/1057 Стефания де Лонгви (1035—10 октября 1092), дочь герцога Верхней Лотарингии Адальберта
- Ги (умер в 1069) — граф Вернона и Бриона
- Гуго (умер после 1045)
- Фульк